# Світозар Бороєвич фон Бойна
Світозар Бороєвич фон Бойна (нім. Svetozar Boroević von Bojna; 13 грудня 1856, Уметич — 23 травня 1920, Клагенфурт) — австро-угорський воєначальник, генерал-фельдмаршал (1 лютого 1918).

## Біографія
Батько майбутнього фельдмаршала — граничар оберлейтенант Адам Бороєвич, мати — Стана, уроджена Коварбашич. Батьки Світозара належали до нечисленної і маловідомої генерації православних сербів (за іншими даними мав хорватське походження). Світозар навчався в піхотній кадетській школі в Лібенау. Служив у 52-му угорському піхотному полку в Граці. У 1878 році брав участь в окупації Боснії та Герцеговини. Відзначився при здобутті Сараєва. У 1880 році закінчив військову академію у Відні. Зарахований до Генерального штабу. З 1883 року служив у 63-й піхотній бригаді. У 1887—1891 роках викладав у Терезіанській військовій академії. З 1892 року був начальником штабу 19-ї, 18-ї та 27-ї піхотних дивізій.
З 1904 року — командир 12-го полку Королівського Хорватського домобранства. З 1912 року — командир 6-го армійського корпусу.
На чолі корпусу вступив у Першу світову війну в складі 4-ї армії Ауффенберга. Командував корпусом у Галицькій битві. У вересні 1914 змінив генерала Рудольфа Брудерманна на посаді командувача 3-ї армії, розбитої в Галицької битві. У жовтні змусив відступити 3-ю російську армію Радко Дмитрієва та деблокувати обложений Перемишль. Незабаром, однак, був змушений знову відступити перед новим російським ударом.
Восени 1914 і взимку 1915 року обороняв проходи в Карпатах проти 8-ї російської армії генерала Брусилова. Брусилову вдалося захопити Дукельский і Лупківський перевали, але не просунутися далі. Навесні 1915 року, після Горлицького прориву, брав участь у загальному наступі, зайняв Перемишль.
У червні 1915 року, після вступу Італії у війну проти центральних держав, переведений на Італійський фронт. Призначений командувачем 5-ї армії. Відбив кілька наступів переважаючих італійських сил. З 1917 року — командувач групи армій «Бороєвич», що складалася з 1-ї і 2-ї армій «Ізонцо». Змінив ерцгерцога Євгена на посаді головнокомандувача військ на Італійському фронті.
Після розпаду Австро-Угорщини, хотів набути підданство Королівства Сербів, Хорватів і Словенців, куди увійшли хорватські землі, але уряд королівства позбавив його змоги там оселитися. Помер від інсульту. Похований на Віденському Центральному кладовищі.

## Сім'я
У 1899 одружився з Леонтиною, дочкою оберста Фрідріха Ріттера фон Росснера. У них народився син Фрідріх (Фріц), названий на честь діда по матері.

## Нагороди
- Хрест «За військові заслуги» (Австро-Угорщина)
  - 3-го класу з військовою відзнакою і мечами (20 жовтня 1878)
  - 1-го класу з військовою відзнакою і мечами (9 травня 1915)
- Орден Корони (Пруссія) 3-го класу (15 жовтня 1891)
- Ювілейна пам'ятна медаль 1898
- Орден Зірки Румунії, командорський хрест (13 квітня 1900)
- Орден Лева і Сонця 2-го ступеня (Іран; 27 жовтня 1900)
- Орден Залізної Корони
  - 3-го класу (18 жовтня 1902)
  - 1-го класу з військовою відзнакою і мечами (20 вересня 1914)
- Ювілейний хрест
- Орден Леопольда (Австрія)
  - лицарський хрест (26 вересня 1909)
  - великий хрест (30 жовтня 1914)
- Почесний громадянин численних хорватських та словенських міст і сіл:
  - Карловаць, Айдовщина (1915)
  - Любляна (серпень 1915) — позбавлений в 1919, відновлений в 2009 році.
  - Синь, Пожега, Славонський Брод, Вараждин (листопад 1915)
  - Ренче, Ґоче, Витовлє (1916)
  - Загреб (березень 1916)
  - Пазин (5 травня 1916) — після окупації міста Королівством Італія позбавлений 13 серпня 1919 року.
  - Яніна (травень 1917)
  - Бакар, Хорватська Костайниця, Копривниця, Петриня, Шемпас, Сежана
- Відзнака «За заслуги перед Червоним Хрестом», зірка з бойовим оздобленням (31 травня 1915)
- Залізний хрест 2-го і 1-го класу (Королівство Пруссія; червень 1915)
- Медаль «За військові заслуги» (Австро-Угорщина)
  - бронзова з мечами (29 липня 1915)
  - срібна з мечами (2 березня 1916)
  - золота з мечами (17 жовтня 1916)
  - велика з мечами (5 листопада 1917)
- Маріанський хрест, шийний знак (15 листопада 1915)
- Золота і срібна медаль «Імтияз» (Османська імперія; квітень 1916) — вручені особисто султаном Абдул-Гамідом II
- Хрест «За військові заслуги» (Мекленбург-Шверін) 2-го і 1-го класу (1916)
- Військовий орден Марії Терезії
  - командорський хрест (2 червня 1917) — вручений особисто імператором Карлом I
  - лицарський хрест (1931, посмертно)
- Pour le Mérite (Королівство Пруссія; 26 листопада 1917)
- Відзнака «За 40 років служби»

## Вшанування пам'яті
- На честь Бороєвича названа вулиця в Сині.